# Côte des Blancs
Die Côte des Blancs ist ein ca. 20 km langes Champagneranbaugebiet, welches südlich vom Valle de la Marne (im Departement Marne) abgeht, das die Champagne von Ost nach West durchschneidet. Die Weinberge sind in den meisten Fällen gegen Osten ausgerichtet.
Das gesamte Anbaugebiet der Champagne hat 34.000 ha. Knapp 10 % des Anbaugebiets für den Champagner liegen in der Côte des Blancs: 3150 ha (halb so groß wie Franken). Zu 95 % der Rebsorten wird Chardonnay angebaut.
Die Côte des Blancs hat sechs Gemeinden mit Grand-Cru-Status:
- Avize
- Chouilly
- Cramant
- Le Mesnil-sur-Oger
- Oger, Ortsteil der Gemeinde Blancs-Coteaux
- Oiry